# Agathia subcarnea
Agathia subcarnea är en fjärilsart som beskrevs av W. Warren 1896. Agathia subcarnea ingår i släktet Agathia och familjen mätare. Inga underarter finns listade i Catalogue of Life.